# Mannschaftskader der I liga (Schach) 1985
Die Liste der Mannschaftskader der I liga (Schach) 1985 enthält alle Spieler, die in der polnischen I liga im Schach 1985 mindestens einmal eingesetzt wurden, mit ihren Ergebnissen.

## Allgemeines
Während Chemik Bydgoszcz und Start Łódź in allen Wettkämpfen dieselben sechs Spieler einsetzte, spielten bei Avia Świdnik, Maraton Warszawa, Anilana Łódź, Skra Częstochowa und Start Lublin je acht Spieler mindestens eine Partie. Insgesamt kamen 87 Spieler zum Einsatz, von denen 55 an allen Wettkämpfen teilnahmen.
Punktbeste Spielerin war Hanna Ereńska-Radzewska (Pocztowiec Poznań) mit 10 Punkten aus 11 Punkten, Agnieszka Brustman (Legion Warszawa) und Małgorzata Wiese (Chemik Bydgoszcz) erreichten je 8,5 Punkte aus 11 Partien. Kein Spieler erreichte 100 %, Ereńska-Barlo gelang ebenfalls das prozentual beste Resultat.

## Legende
Die nachstehenden Tabellen enthalten folgende Informationen:
- Nr.: Ranglistennummer; ein zusätzliches "W" bezeichnet Frauen
- Titel: FIDE-Titel zum Zeitpunkt des Turniers; IM = Internationaler Meister, FM = FIDE-Meister, WGM = Großmeisterin der Frauen, WIM = Internationale Meisterin der Frauen
- Elo: Elo-Zahl zu Turnierbeginn (Stand: Juli 1985), für Spieler ohne Elo-Zahl ist die nationale Wertung eingeklammert angegeben
- Pkt.: Anzahl der erreichten Punkte
- Partien: Anzahl der gespielten Partien

## MZKS Pocztowiec Poznań
| Nr. | Titel | Name                    | Elo    | Pkt. | Partien |
| --- | ----- | ----------------------- | ------ | ---- | ------- |
| 1   | FM    | Ignacy Nowak            | 2435   | 6,5  | 11      |
| 2   |       | Mieczysław Stypka       | 2290   | 3,5  | 11      |
| 3   |       | Leszek Węglarz          | (2235) | 7    | 11      |
| 4   |       | Ryszard Kujawski        | 2250   | 5,5  | 11      |
| 5   |       | Bogdan Sołtys           | (2000) | 3    | 6       |
| 6   |       | Paweł Staniszewski      | (2000) | 3    | 5       |
| W1  | WGM   | Hanna Ereńska-Radzewska | 2165   | 10   | 11      |

## KS Górnik 09 Mysłowice
| Nr. | Titel | Name                   | Elo  | Pkt. | Partien |
| --- | ----- | ---------------------- | ---- | ---- | ------- |
| 1   | IM    | Jacek Bielczyk         | 2340 | 5,5  | 11      |
| 2   | IM    | Włodzimierz Kruszyński | 2370 | 6    | 11      |
| 3   |       | Marian Twardoń         | 2375 | 5,5  | 11      |
| 4   |       | Henryk Sobura          | 2300 | 6,5  | 11      |
| 5   |       | Lesław Kawczyński      | 2220 | 4,5  | 10      |
| 6   |       | Tadeusz Tomalczyk      | 2310 | 0,5  | 1       |
| W1  |       | Hanna Wesołowska       | 2000 | 7    | 11      |

## KKS Lech Poznań
| Nr. | Titel | Name            | Elo    | Pkt. | Partien |
| --- | ----- | --------------- | ------ | ---- | ------- |
| 1   | IM    | Paweł Stempin   | 2445   | 2,5  | 9       |
| 2   | FM    | Ryszard Bernard | 2380   | 5,5  | 11      |
| 3   | IM    | Zbigniew Doda   | 2350   | 6    | 11      |
| 4   |       | Jacek Woda      | 2410   | 5,5  | 11      |
| 5   |       | Marcin Bernat   | (2118) | 5    | 9       |
| 6   |       | Andrzej Stempin | (2050) | 1    | 4       |
| W1  |       | Ewa Kaczmarek   | 1970   | 6,5  | 11      |

## FKS Avia Świdnik
| Nr. | Titel | Name              | Elo    | Pkt. | Partien |
| --- | ----- | ----------------- | ------ | ---- | ------- |
| 1   | IM    | Marek Hawełko     | 2420   | 6,5  | 11      |
| 2   | IM    | Zbigniew Szymczak | 2370   | 7    | 11      |
| 3   | IM    | Zbigniew Księski  | 2380   | 7,5  | 11      |
| 4   |       | Tadeusz Lipski    | 2295   | 1,5  | 7       |
| 5   |       | Michał Praszak    | 2255   | 3    | 8       |
| 6   |       | Grzegorz Jusiak   | (2085) | 3    | 5       |
| 7   |       | Paweł Bielak      | (2000) | 0,5  | 2       |
| W1  |       | Bożena Rzeczycka  | (1864) | 4,5  | 11      |

## WKSz Legion Warszawa
| Nr. | Titel | Name               | Elo    | Pkt. | Partien |
| --- | ----- | ------------------ | ------ | ---- | ------- |
| 1   | IM    | Jan Adamski        | 2435   | 5,5  | 11      |
| 2   | FM    | Rafał Marszałek    | 2315   | 3,5  | 8       |
| 3   |       | Anatol Łokasto     | 2280   | 5,5  | 11      |
| 4   |       | Roman Hass         | (2199) | 6,5  | 11      |
| 5   |       | Marek Maćkowiak    | 2230   | 4    | 9       |
| 6   |       | Antoni Trylski     | 2215   | 2    | 5       |
| W1  | WGM   | Agnieszka Brustman | 2225   | 8,5  | 11      |

## KKS Polonia Warszawa
| Nr. | Titel | Name                 | Elo    | Pkt. | Partien |
| --- | ----- | -------------------- | ------ | ---- | ------- |
| 1   |       | Stefan Dejkało       | 2355   | 6,5  | 11      |
| 2   | IM    | Krzysztof Pańczyk    | 2405   | 7,5  | 11      |
| 3   |       | Mirosław Sarwiński   | 2395   | 7,5  | 11      |
| 4   |       | Dariusz Radziejewski | 2270   | 6,5  | 11      |
| 5   |       | Robert Bugajski      | 2260   | 7,5  | 10      |
| 6   |       | Tomasz Małachowski   | 2240   | 0,5  | 1       |
| W1  |       | Bogusława Autowicz   | (1784) | 2,5  | 11      |

## KS Maraton Warszawa
| Nr. | Titel | Name                 | Elo  | Pkt. | Partien |
| --- | ----- | -------------------- | ---- | ---- | ------- |
| 1   | IM    | Aleksander Sznapik   | 2465 | 7,5  | 11      |
| 2   | IM    | Piotr Staniszewski   | 2380 | 7    | 11      |
| 3   | IM    | Andrzej Adamski      | 2355 | 2,5  | 8       |
| 4   | FM    | Wojciech Ehrenfeucht | 2350 | 3,5  | 9       |
| 5   | IM    | Stefan Witkowski     | 2260 | 1,5  | 3       |
| 6   |       | Krzysztof Paćko      | 2255 | 7    | 11      |
| 7   |       | Marian Ziembiński    | 2260 | 1,5  | 2       |
| W1  |       | Elżbieta Kowalska    | 1980 | 3,5  | 11      |

## BKS Chemik Bydgoszcz
| Nr. | Titel | Name                | Elo    | Pkt. | Partien |
| --- | ----- | ------------------- | ------ | ---- | ------- |
| 1   | IM    | Jerzy Pokojowczyk   | 2390   | 6    | 11      |
| 2   | FM    | Andrzej Maciejewski | 2375   | 4,5  | 11      |
| 3   |       | Andrzej Grabowski   | 2240   | 3    | 11      |
| 4   |       | Mariusz Mazalon     | (2050) | 5    | 11      |
| 5   |       | Waldemar Kozłowski  | (2000) | 2    | 11      |
| W1  | WIM   | Małgorzata Wiese    | 2180   | 8,5  | 11      |

## KS Anilana Łódź
| Nr. | Titel | Name               | Elo  | Pkt. | Partien |
| --- | ----- | ------------------ | ---- | ---- | ------- |
| 1   | FM    | Waldemar Świć      | 2355 | 4    | 11      |
| 2   | FM    | Witold Balcerowski | 2355 | 5,5  | 11      |
| 3   |       | Tomasz Rakowiecki  | 2290 | 4    | 11      |
| 4   |       | Zbigniew Bator     | 2320 | 6    | 11      |
| 5   |       | Marek Zieliński    | 2265 | 5    | 10      |
| 6   |       | Jacek Stefaniak    | 2250 | 0    | 1       |
| W1  | WIM   | Grażyna Szmacińska | 2125 | 5,5  | 9       |
| W2  |       | Liliana Leszner    | 2030 | 1,5  | 2       |

## KS Skra Częstochowa
| Nr. | Titel | Name              | Elo    | Pkt. | Partien |
| --- | ----- | ----------------- | ------ | ---- | ------- |
| 1   | IM    | Roman Tomaszewski | 2410   | 6    | 11      |
| 2   |       | Jacek Flis        | 2335   | 5,5  | 11      |
| 3   |       | Witalis Sapis     | 2370   | 5    | 11      |
| 4   |       | Czesław Sajko     | 2235   | 6    | 11      |
| 5   |       | Dariusz Szopka    | 2230   | 0,5  | 2       |
| 6   |       | Tadeusz Karpik    | 2270   | 4,5  | 6       |
| 7   |       | Janusz Robaszek   | (2000) | 1,5  | 3       |
| W1  |       | Lucyna Majchrzyk  | (1750) | 2,5  | 11      |

## SKS Start Łódź
| Nr. | Titel | Name                | Elo  | Pkt. | Partien |
| --- | ----- | ------------------- | ---- | ---- | ------- |
| 1   | IM    | Andrzej Łuczak      | 2390 | 3,5  | 11      |
| 2   |       | Andrzej Rosiak      | 2335 | 6    | 11      |
| 3   | FM    | Tadeusz Żółtek      | 2285 | 5    | 11      |
| 4   |       | Robert Andrzejewski | 2290 | 5,5  | 11      |
| 5   |       | Sławomir Domagała   | 2260 | 7    | 11      |
| W1  |       | Lucyna Krawcewicz   | 1935 | 2    | 11      |

## MKS Start Lublin
| Nr. | Titel | Name               | Elo    | Pkt. | Partien |
| --- | ----- | ------------------ | ------ | ---- | ------- |
| 1   | IM    | Jan Przewoźnik     | 2405   | 5,5  | 11      |
| 2   | IM    | Andrzej Sydor      | 2350   | 3    | 11      |
| 3   | IM    | Henryk Dobosz      | 2390   | 5,5  | 11      |
| 4   |       | Jerzy Dybowski     | 2320   | 4    | 10      |
| 5   |       | Sławomir Wach      | 2310   | 5,5  | 10      |
| 6   |       | Jacenty Wojcieszyn | (2050) | 0    | 2       |
| W1  |       | Urszula Nowik      | 1925   | 3,5  | 9       |
| W2  |       | Zofia Ciechocińska | 1905   | 0,5  | 2       |